# Шпак реюньйонський
Шпак реюньйонський (Fregilupus varius) — вид горобцеподібних птахів родини шпакових (Sturnidae). Вимер у середині XIX століття.

## Поширення

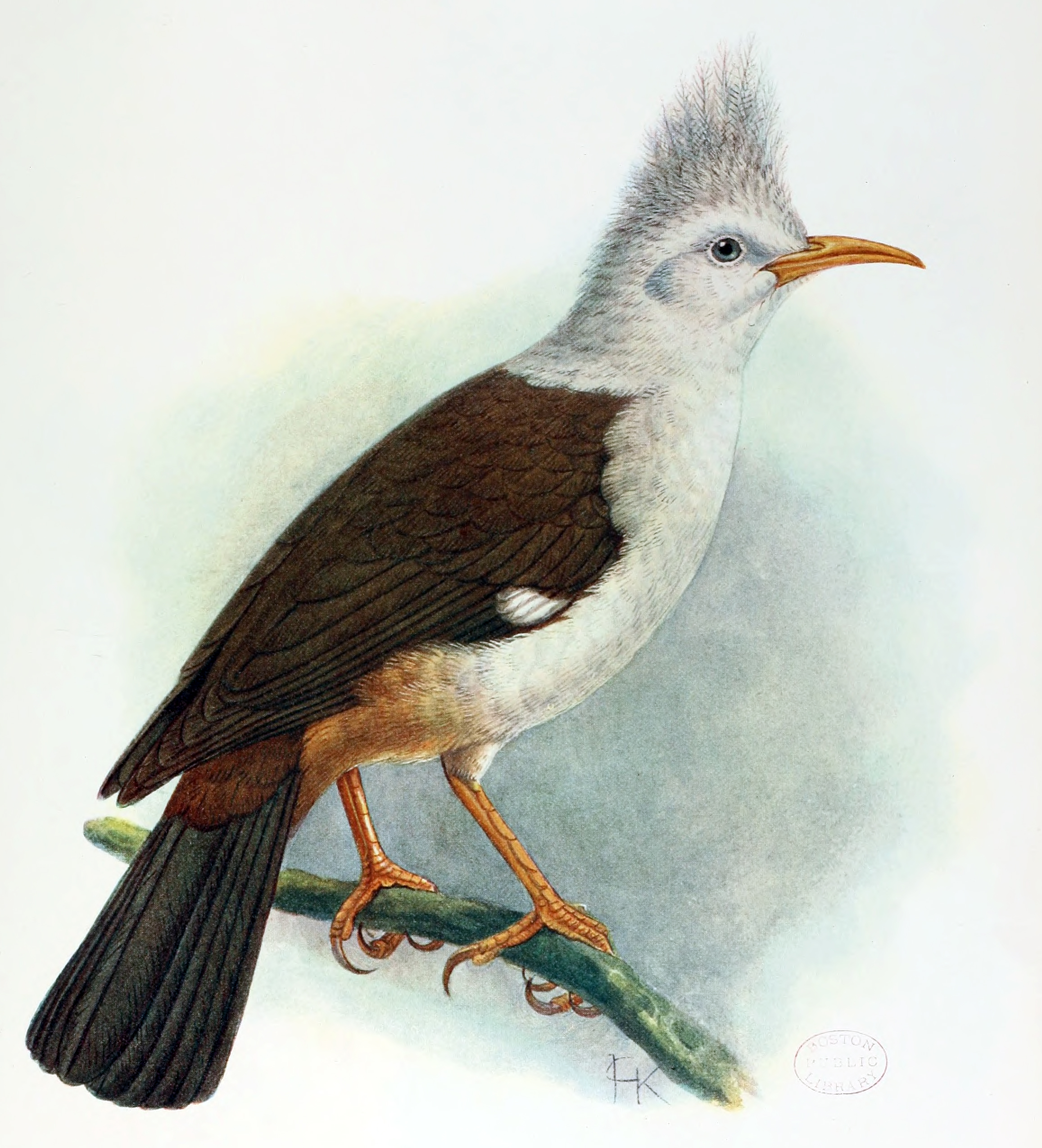
Реюньйонський шпак

Вид був ендеміком острова Реюньйон в Індійському океані. Першою згадкою про шпака є список птахів Мадагаскару 1658 року, написаний французьким губернатором Етьєном де Флакуром. Очевидно, птах був поширеним аж до 1830-х років. Однак останній екземпляр був відстріляний у 1837 році, і вид вимер між 1850 і 1860 роками. Збереглося дев'ятнадцять музейних екземплярів.
Називають декілька причин вимирання виду, але всі вони пов'язані з людиною. У 670- роках на острови завезений пацюк чорний (Rattus rattus), а у 1735 році пацюк сірий (Rattus norvegicus). Вони швидко розмножились і загрожували сільському господарству та місцевим видам. Щури мешкали в дуплах дерев і полювали на яйця, молодняк і гніздових птахів. Також причиною могло бути зараження хворобами від інтродукованих і свійських птахів. Часто повторюється припущення, що інтродукція майни звичайної (Acridotheres tristis) призвела до конкуренції між цими двома видами шпаків. Майна була завезена на Реюньйон у 1759 році для боротьби з сараною, і сама стала шкідником, але шпак співіснував із майною протягом майже 100 років, і вони могли не мати спільного середовища існування.
Починаючи з 1830-х років Реюньйон був вирубаний для плантацій. Колишні раби приєдналися до білих селян в обробітку незайманих територій після того, як рабство було скасовано в 1848 році, а шпак був витіснений на межі свого колишнього середовища проживання. Надмірне полювання було останнім ударом по виду. У 1821 році був прийнятий закон, який зобов'язував винищувати птахів, що псують зерно, і шпак мав репутацію псувальника посівів. У 1860-х роках різні автори зазначали, що птах майже зник, але на той час він, ймовірно, вже вимер; у 1877 році Вінсон нарікав, що останні особини могли загинути внаслідок недавніх лісових пожеж. Жодних спроб зберегти вид в неволі, здається, не були зроблені.

## Опис
У довжину птах досягав 30 сантиметрів. Крила, забарвлені в сіро-коричневий колір, досягали в довжину 14,7 см. Хвіст був довжиною близько 4,5 дюймів, червонувато-коричневий. На голові мав характерний попелясто-сірий віялоподібний гребень. У нього були довгі жовті ноги та лапки довжиною 3,9 см із загнутими кігтями. Голова, шия і черевце були білі. Між самцями і самицями переважав статевий диморфізм. У самця був яскравий дзьоб довжиною близько 4 см, який був трохи загнутий донизу. Самиця мала короткий прямий дзьоб. У самця гребінь був звернений вперед, у самиці — назад.

## Систематика
Спершу вважалося, що птах належить до родини одудових, через подібний чубчик на голові та довгий вигнутий дзьоб. У 1783 році Пітер Боддерт описав цього птаха під назвою Upupa varia. Через плутанину в ідентифікації зразків вважалося, що подібні види жили в Африці і на Мадагаскарі. Було описано види Upupa capensis і Upupa madagascariensis, але ці зразки були зібрані на Реюньйоні і належали реюньйонському шпаку. У 1831 році французький натураліст Рене Прімевер Лессон помістив птаха у свій власний монотипний рід Fregilipus.
Німецький орнітолог Герман Шлегель вперше припустив у 1857 році, що вид належить до родини шпакових (Sturnidae), перекласифікувавши його як частину роду Sturnus під назвою S. capensis. Ця перекласифікація спостерігалася в інших авторів; шведський зоолог Карл Якоб Сундеваль запропонував нову назву роду Lophopsarus («чубатий шпак») у 1872 році, однак Fregilupus varius — найдавніша назва, є пріорітетною, а всі інші наукові назви є синонімами. У 1874 році після детального аналізу єдиного відомого скелета (що зберігається в музеї зоології Кембриджського університету), британський зоолог Джеймс Мюрі остаточно визначив, що це був шпак.